# Кампонгтхом
Кампонгтхо́м (кхмер. ខេត្តកំពង់ធំ — kʰɐet kɑmpʊəŋ tʰom) — вторая по площади провинция (кхет) в центральной части Камбоджи — 13 814 км², население — 630 803 чел. (2008). Административный центр — город Кампонгтхом.

## История
На территории провинции до-ангкорские памятники Самбор Прей Кук и Прасат Андет, а также другие памятники ангкорского периода.

## Административное деление
Территория провинции включает 8 округов (сроков), 81 коммуну (кхум) и 736 деревень (пхум):

### Округа
- 0601 Барай (បារាយណ៍)
- 0602 Кампонгсвай (កំពង់ស្វាយ)
- 0603 Стынгсаен (ស្ទឹងសែន)
- 0604 Прасатбаланг (ប្រាសាទបល្ល័ង្គ)
- 0605 Прасатсамбоур (ប្រាសាទសំបូរ)
- 0606 Сандан (សណ្តាន់)
- 0607 Сантук (សន្ទុក)
- 0608 Стоунг (ស្ទោង)

## Люди, родившиеся в провинции Кампонгтхом
- Пол Пот
- Канг Кек Иеу